# تونبريج ومولينغ (دائرة انتخابية في المملكة المتحدة)
تونبريج ومولينغ (بالإنجليزية: Tonbridge and Malling)‏ هي إحدى الدوائر الانتخابية في المملكة المتحدة الممثلة في مجلس العموم في برلمان المملكة المتحدة.
عضو البرلمان الذي يمثلها حالياً هو :Rt Hon Sir John Stanley (Con).